# Oto Melara
Die Oto Melara S.p.A. war ein italienisches Rüstungsunternehmen der Finmeccanica-Gruppe. Das Unternehmen baute in La Spezia und Brescia Panzerfahrzeuge, Kanonen und Raketen. Es war einer der weltweit führenden Hersteller von Schiffsgeschützen. Am 1. Januar 2016 ging Oto Melara im Mutterkonzern Leonardo S.p.A. auf.

## Geschichte
Das Unternehmen wurde im Jahr 1905 als Gemeinschaftsunternehmen der Firmen Vickers und der Stahlwerke Terni gegründet und Vickers-Terni benannt. Im Ersten Weltkrieg baute es Kanonen und Geschütze ab dem Kaliber 40 mm.
Mit der Fusion mit den Schiffbauunternehmen Cantiere navale fratelli Orlando in Livorno und der Werft Cantieri navali Odero in Sestri Ponente im Jahr 1929 wurde der Unternehmensname (Firma) in Odero Terni Orlando geändert, daher auch die Abkürzung OTO. Während des Zweiten Weltkriegs wurden hauptsächlich schwere Schiffsgeschütze und U-Boote gebaut.
Unmittelbar nach dem Krieg produzierte das Unternehmen Traktoren und andere zivile Produkte. 1953 änderte es seinen Namen in „Oto Melara“. Die Firma konzentrierte sich recht bald wieder auf die Herstellung von militärischen Produkten und hatte mit der Gebirgshaubitze Modell 56, Kaliber 105/L14, ein erstes erfolgreiches Exportmodell. In den Jahren danach wurde das Unternehmen wegen seiner ausgezeichneten Schiffsgeschütze bekannt (besonders die 76/62-Serie), die von 53 Marinen auf über 1000 Kriegsschiffen installiert wurden. Im Bereich der Landsysteme kooperierte Oto Melara mit Fiat und Iveco. Das Finmeccanica-Unternehmen Breda aus Brescia wurde 2001 von Oto Melara ganz übernommen. Daher trugen einige Produkte der Landsystemesparte den Namen „OTO Breda“.

## Produkte

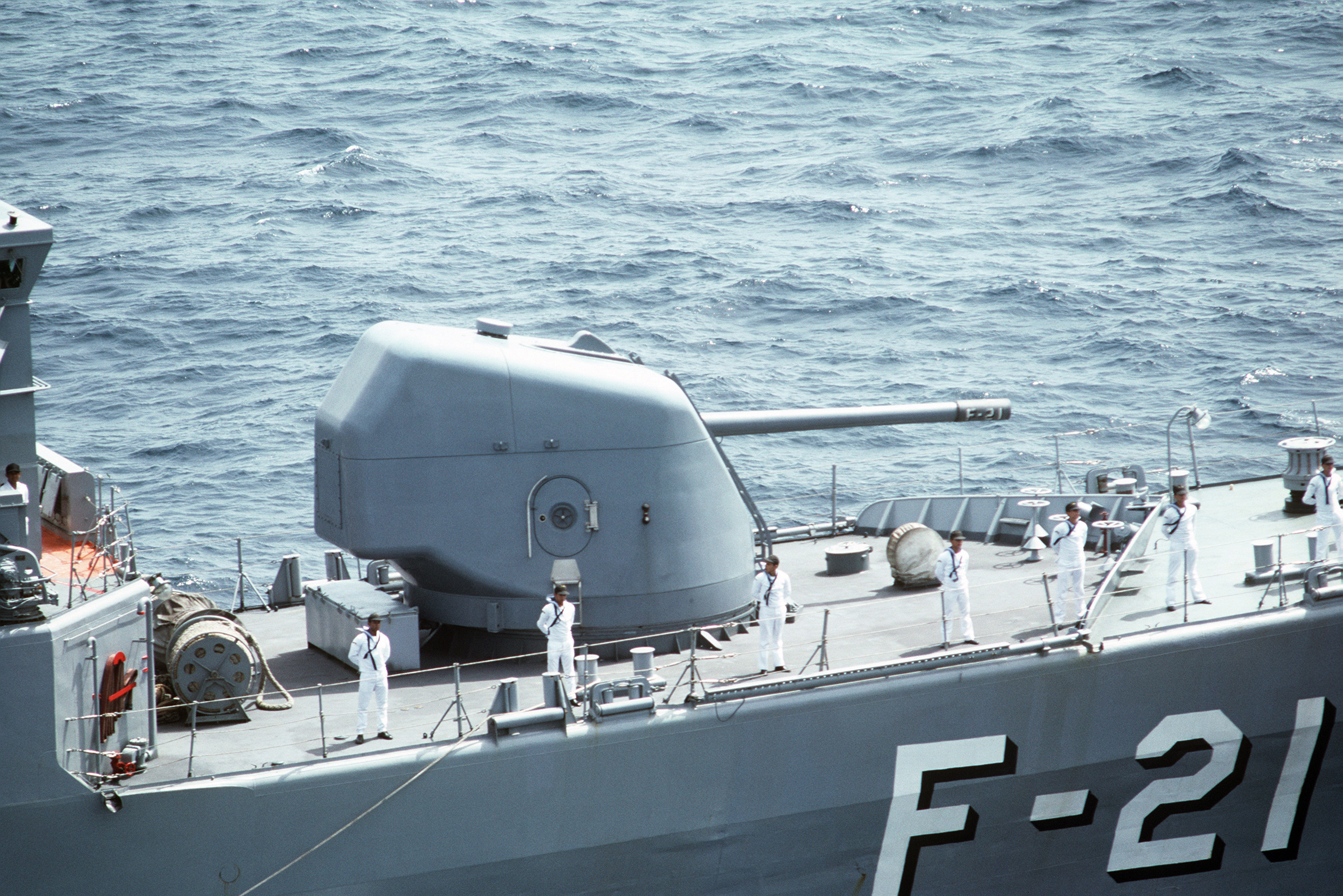
Ein 127-mm-Geschütz von Oto Melara auf der venezolanischen Fregatte ARV Mariscal Sucre

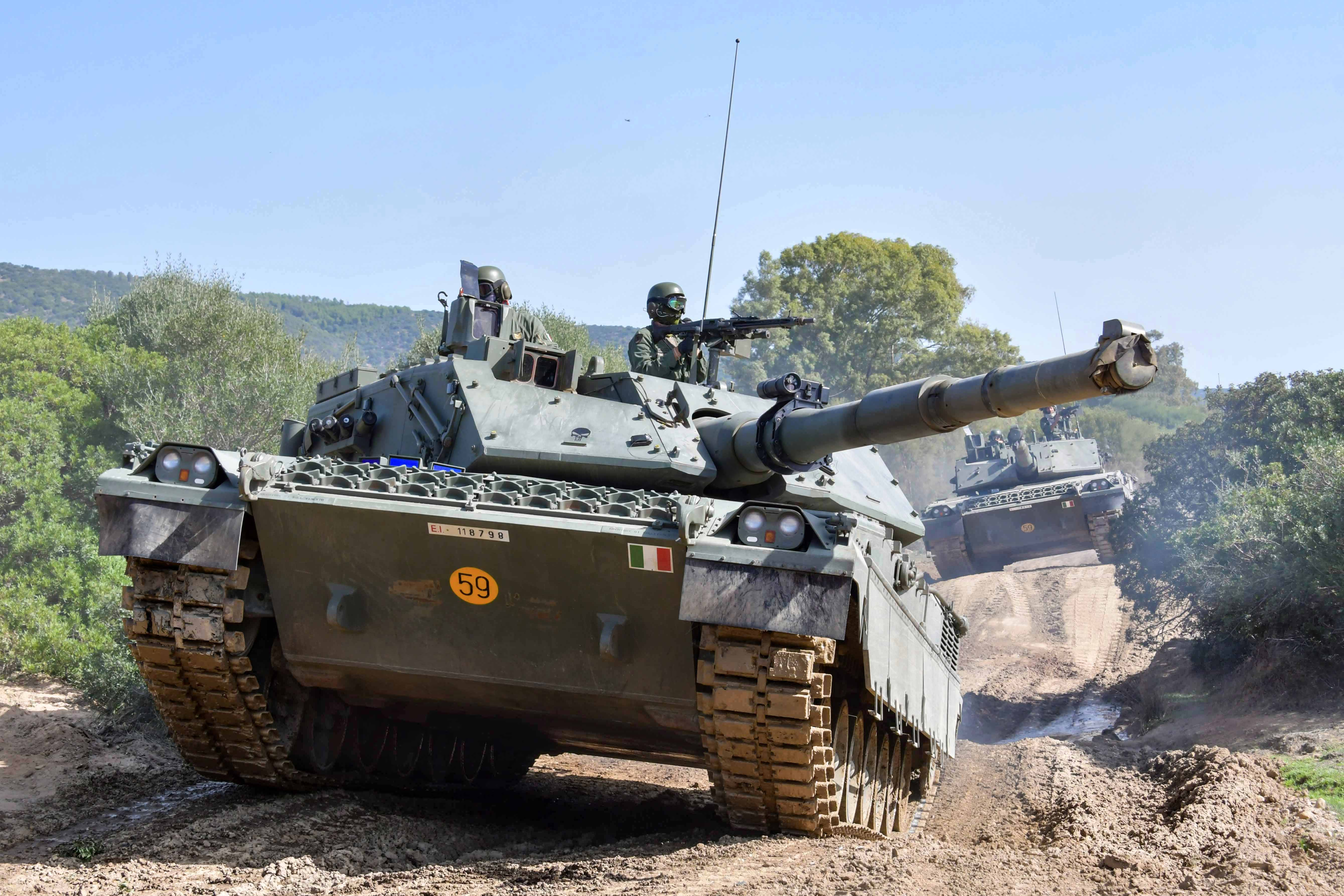
Ariete

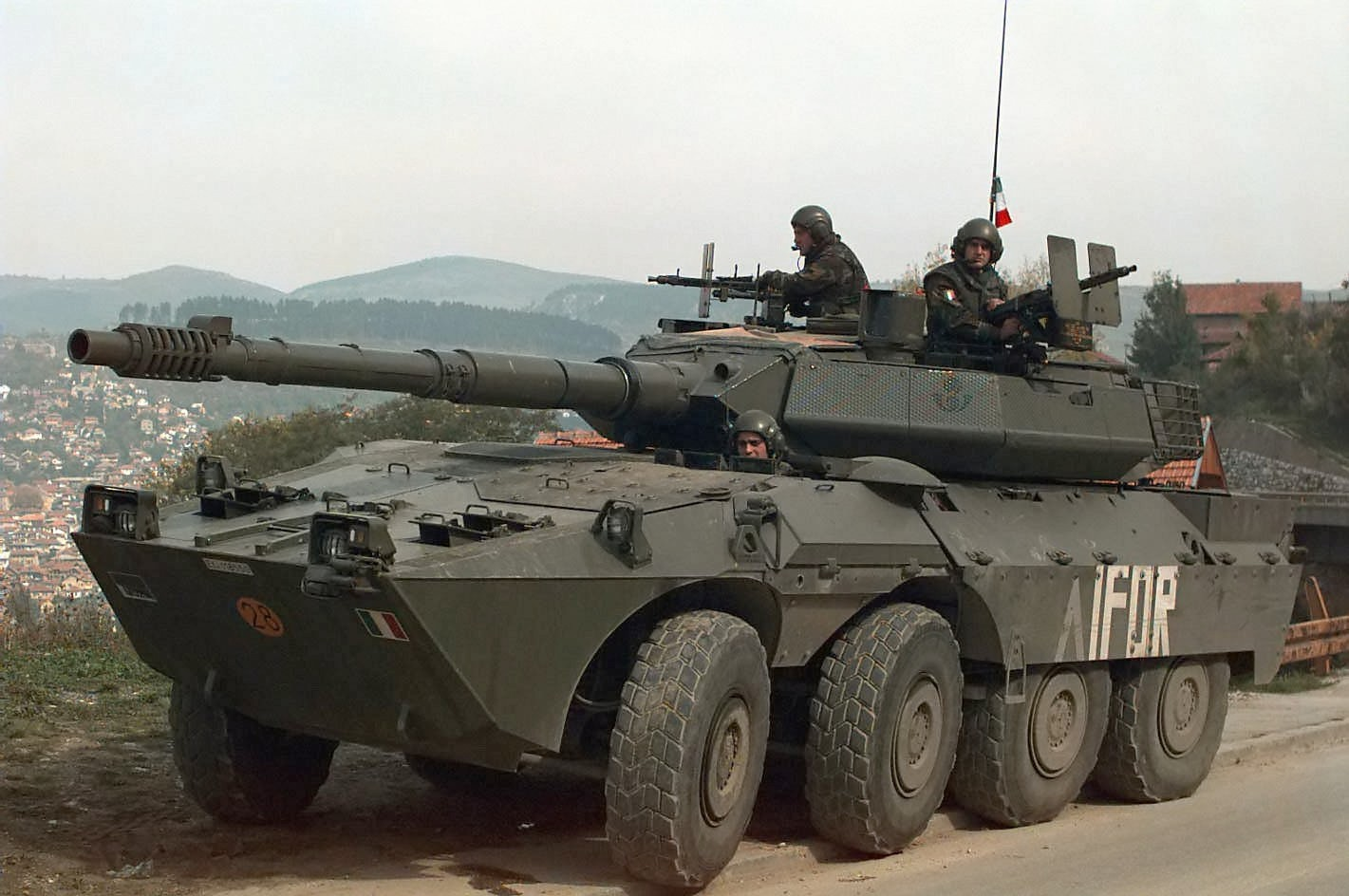
Centauro

### Seegestützte Systeme
- 12,7 mm (Turm)
- 30 mm „Single (MCFS/SAFS)“
- 40/70 mm „Single (Fast Forty)“ und „Twin (Fast Forty)“
- 76/62 mm „Compact“ und „Super Rapid“
- 127/54 Compact
- 127/64 Lightweight (LW)
- 25 oder 30 mm „Marlin (Modular Advanced Remotely controlled Lightweight Naval Weapon System)“
- 25 mm KBA
- Flugabwehrraketensystem „Albatros“
- U-Boot-Abwehrraketensystem MILAS
- Munition verschiedenster Arten und Kaliber, beispielsweise die reichweitengesteigerte Vulcano-Munition
- Seezielflugkörper OTOMAT
- Decoy-Werfer SCLAR-H

### Landsysteme
- Flakpanzer „SIDAM 25“ (auf M113)
- Flugabwehrsystem „Skyguard/Aspide“
- Gebirgshaubitze Modell 56
- Kampfpanzer „OF-40“
- Kampfpanzer C-1 „Ariete“
- OTOMATIC (auf OF-40 mit Version der 76-mm-Schiffskanone), u. a.
- Panzerfahrzeuge „Puma“ 4×4 und 6×6* Radkampfpanzer B-1 „Centauro“ 8×8
- Panzerhaubitze „Palmaria“
- Panzertürme „HITFACT“ (120/45, 105/52), „HITFIST“ (25, 30, 60 mm), „HITROLE“ (12,7 mm und 7,62 mm)
- Radschützenpanzer „Freccia (Centauro VBC)“ 8×8
- Raketensystem FASF SAMP-T (Aster-Raketen) (mit Frankreich)
- Raketensystem „Polyphem“ (mit Deutschland und Frankreich)
- Schützenpanzer „Dardo“

### Munition
- Vulcano (Munition)

### Lizenzfertigung
- 5500 gepanzerte Fahrzeuge M113 in verschiedenen Versionen (unter anderem eigene Weiterentwicklung VCC 1/2)
- 720 Kampfpanzer Leopard 1 (Krauss-Maffei) (+ 200 Leopard 1 von Krauss-Maffei für das italienische Heer gebaut)
- 200 Kampfpanzer M60 (Chrysler) (+ 100 in den Vereinigten Staaten gebaute)
- 70 Panzerhaubitzen 2000 für das italienische Heer

### Traktoren
Von 1949 bis 1961 stellte die Firma auch über 4700 landwirtschaftliche Traktoren, teils mit Rad-, teils mit Kettenfahrgestell, her.